# Сергеев, Фёдор Андреевич
Фёдор Андре́евич Серге́ев (более известен как «товарищ Артём»; подписывался «Артём (Сергеев)»; также подписывался «Виктор (Сергеев)» 7 [19] марта 1883 — 24 июля 1921) — российский революционер, советский политический, государственный и партийный деятель.
Член РСДРП(б) с 1901 года, основатель и глава Донецко-Криворожской советской республики, близкий друг Сергея Кирова и Иосифа Сталина.

## Биография

### Происхождение и образование

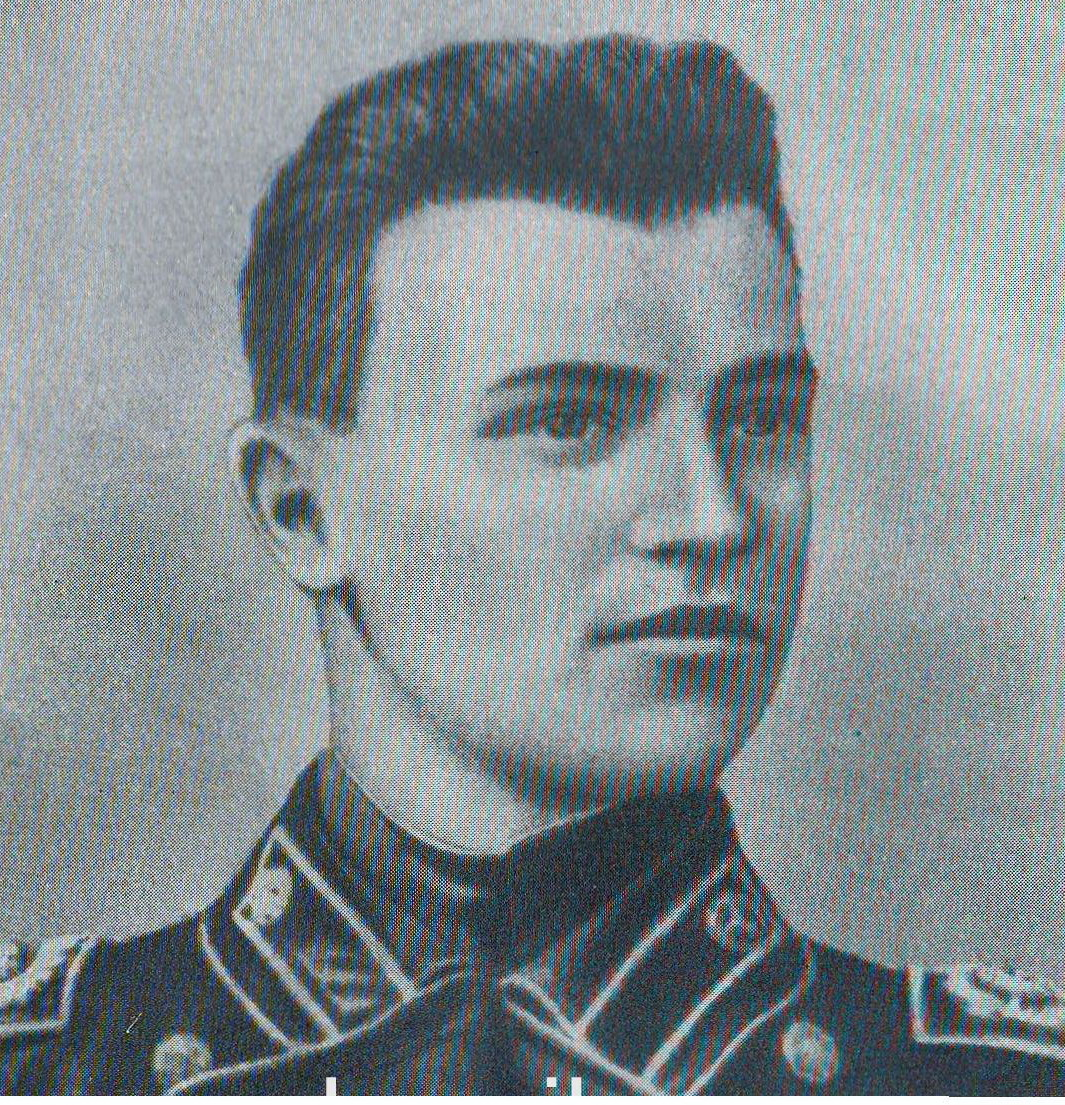
Сергеев в 1901 году в форме студента ИМТУ.

Родился 7 (19) марта 1883 года в селе Глебово Фатежского уезда Курской губернии. Его отец — государственный крестьянин Андрей Арефьевич Сергеев, ставший подрядчиком-артельщиком по строительству. Мать — Евдокия Ивановна Сергеева. Старший брат Фёдора — Егор, пошёл по стопам отца и тоже стал подрядчиком строительных работ, также было две сестры Дарья (Дарочка) и Надежда.
Как отмечал писатель Е. Ф. Олейник, в детском возрасте Ф. А. Сергеев слышал историю о неком рабочем по имени Артём. Этот Артём работал на шахте, попал в завал, получил тяжёлые травмы, был изгнан хозяином шахты. С тех пор Артём стал «благородным разбойником», грабя только богатых и отдавая награбленное бедным.
После того, как семья переехала в Екатеринослав, поступил в 1892 году поступил в местное реальное училище и окончил его в 1901 году. Завершил учёбу с отличием по всем предметам, кроме рисования. В качестве награды за высокую успеваемость был награждён книгой Э. Э. Ухтомского «Путешествие на Восток Его Императорского Высочества государя наследника цесаревича».
С нелегальной литературой впервые познакомился во время учёбы в реальном училище, тогда же он стал посещать собрания марксистского кружка рабочих Брянского завода. 1 мая 1901 года (накануне экзаменов) впервые принял участие в демонстрации рабочих, которая была разогнана казаками, но ему удалось убежать домой и избежать ареста.
В 1901 году, успешно сдав вступительные экзамены, поступил в Императорское Московское техническое училище (ныне МГТУ им. Баумана). При поступлении дал письменное обязательство не принимать участие в демонстрациях. В том же году вступил в РСДРП.
В 1902 году в Москве начались демонстрации студентов в поддержку исключённых из Киевского университета и отданных в солдаты 183 студентов за «учинение скопом беспорядков». В демонстрациях приняли участие студенты Московского университета, которые призвали поддержать их студентов технического училища («техников»). На общей сходке Сергеев призвал поддержать выступление. Другими участниками выступления стали студенты Михайлов, Сбитников, Нагурский и Адикс (последний оказался агентом полиции).
На Масленицу 2 марта 1902 года Артём стал одним из руководителей студенческой демонстрации, именно ему было поручено поднять самодельный красный флаг с надписью: «Неприкосновенность личности, свобода слова, свобода собраний!». «Техники» собрались на Тверском бульваре у памятника Пушкину, ожидая прибытия студентов Московского университета. Не дождавшись подкрепления, в 12 часов Сергеев поднял флаг, что стало сигналом к началу демонстрации. Студенты были разогнаны и арестованы полицией. Сергеев был арестован и доставлен в Яузский полицейский дом (сведения о Ф. А. Сергееве как о зачинщике выступления были переданы в полицию провокатором Шмидтом). После заседания суда он был исключён из училища и полгода отсидел в Воронежской тюрьме.
Получив «волчий билет» (запрет обучаться в вузах России), решил продолжить образование за границей. В 1902 году эмигрировал в Париж, где обучался в Русской высшей школе общественных наук, слушал лекции[прояснить] Ленина, сблизился с семьёй известного учёного Мечникова.

### Революционер
15 марта 1903 года возвратился в Россию и начал нелегальную революционную деятельность в Донбассе. В селе Фёдоровка Воскресенской волости Александровского уезда Екатеринославской губернии создал первую в регионе крупную крестьянскую социал-демократическую организацию (около 400 человек), с которой провёл первомайскую забастовку. Затем, работая помощником машиниста в Екатеринославе, вёл пропагандистскую работу среди рабочих железной дороги и горняков на Берестово-Богодуховском руднике возле Юзовки. В 1904 был дважды арестован — в Елисаветграде и Николаеве.
В январе 1905 года прибыл в Харьков, работая на Харьковском паровозостроительном заводе, организовал революционную группу «Вперёд», готовившую вооружённое восстание, возглавил большевистскую организацию. В декабре возглавил восстание в Харькове, быстро подавленное войсками.

Большевики во главе с Ф. А. Сергеевым (Артёмом) разработали план подготовки и проведения вооружённого восстания в Харькове. Начаться оно должно было на заводе Гельферих-Саде. День выступления был назначен на 12 декабря 1905 г. Но об этом стало известно царской охранке, и губернатор срочно распорядился арестовать ночью 30 руководителей восстания, а в 5 часов утра 12 декабря завод Гельферих-Саде был взят в кольцо полицией и войсковыми частями.

После подавления восстания выехал в Санкт-Петербург, а затем на Урал. Весной 1906 года был избран делегатом IV съезда РСДРП в Стокгольме. Затем на партработе в Москве и Перми, возглавил Пермский комитет РСДРП. Был арестован, сидел в Пермской тюрьме и Николаевских арестантских ротах. Переведён в Харьковскую тюрьму, в декабре 1909 года Особое присутствие Харьковской судебной палаты приговорило его к пожизненной ссылке в Восточную Сибирь.
Ссылку отбывал в селе Воробьёво, Киренского уезда, Иркутской губернии. Бежал из Воробьёво в конце августа 1910 года.

### В эмиграции
Я никогда, я так думаю, не стану изменником движению, которого я стал частью. Никогда не буду терпелив к тем, кто мешает успехам этого движения. Я был, есть и буду членом своей партии, в каком бы уголке земного шара я ни находился. Не потому, чтобы я дал аннибалову клятву, а потому лишь, что я не могу быть не мной.
— Из письма т. Артёма от 12 апреля 1912 года
В 1910 году бежал за границу через Японию, Корею, Китай в Австралию. Жил в Харбине, Нагасаки, Гонконге, в Шанхае около года работал грузчиком.
К июню 1911 года он появился в Австралии, где основную часть времени прожил в Брисбене (под именем Theodore Sergaeff). К концу этого же года стал влиятельным лидером в Ассоциации Русских Эмигрантов Брисбена. Под его влиянием организация радикализировалась, стала позиционировать себя как представляющую рабочий класс и позднее была переименована в Союз русских рабочих, в управляющий комитет которого он вошёл в 1913 году. Организовал курсы изучения английского языка для русских рабочих, вступил в профсоюзную организацию, марксистский кружок. В июне 1912 года организовал выпуск и стал редактором русской газеты «Эхо Австралии», которая, однако, вскоре закрылась в силу непопулярности. В том же году участвовал в организации всеобщей забастовки. Участвовал в деятельности Австралийской социалистической рабочей партии, за организацию несанкционированных митингов сидел в Брисбенской тюрьме. За его усилия объединить русских и австралийских рабочих, с его слов, «как класс, единую общественную группу», его до сих пор помнят в кругу радикалов штата Квинсленд. Был известен под псевдонимом «Большой Том» (Big Tom) и под именами Артём, Артимон. Эпизоды из жизни Сергеева положены в основу романа современного австралийского писателя Тома Кенилли «Народный поезд», опубликованного в 2009 году.
1 мая 1917 года организовал маёвку в городе Дарвин, после чего вернулся в Россию через Владивосток.

### Гражданская война

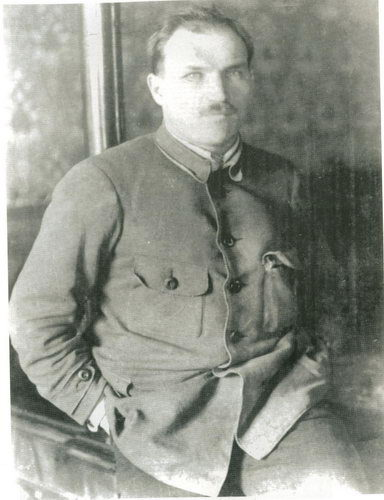
Сергеев во время работы в Донбассе

В июле 1917 года прибыл в Харьков и вскоре возглавил большевистскую фракцию Харьковского совета; избран секретарём бюро Донецкого областного комитета РСДРП(б), затем секретарём Харьковского областного бюро профсоюза металлистов. В августе избран делегатом на VI съезд РСДРП(б), где был избран членом Президиума и стал членом Центрального Комитета. В октябре — один из организаторов вооружённого восстания в Харькове и Донбассе. 24 ноября 1917 года Артём избирается председателем Исполкома Харьковского Совета и губернского ВРК. Также он избран депутатом Учредительного собрания от большевиков. В декабре 1917 года на 1 Всеукраинском съезде Советов избран членом секретариата и ЦИК Советов Украины, а последним избран народным секретарём по делам торговли и промышленности. В 1918—1920 годах — член ЦК КП (б) Украины и временного ЦК КП (б) Украины.
Активный сторонник идеи Донецкой автономии, в 1918 году основал и возглавил Донецко-Криворожскую советскую республику, 14 февраля избран председателем СНК и народным комиссаром народного хозяйства, затем наркомом иностранных дел Республики. Один из организаторов борьбы против войск Центральной рады, казаков атамана Каледина, австро-венгерских и германских оккупантов, а также организатор мобилизации Первой Донецкой Армии. С марта 1918 года де-факто сложил свои полномочия председателя СНК из-за оккупации территории интервентами, и объединения её в состав Советской Украины. 21 марта возглавил эвакуационную комиссию при Чрезвычайном штабе ДКР, которая провела большую работу по вывозу материальных ценностей в Советскую Россию. В апреле принимал участие и командование в Царицынском походе для дальнейшей эвакуации правительства и войск Донецкой Республики. В начале июня был командирован на Северный Кавказ для налаживания путей снабжения, побывал в Армавире, Майкопе, Владикавказе, Туапсе.
В конце августа был вновь направлен на Украину, где стал членом (с 18 сентября председатель) Всеукраинского центрального военно-революционного комитета, готовившего восстание на Украине. В ноябре возглавил военный отдел Временного рабоче-крестьянского правительства Украины. 16 января 1919 года, после отставки Г. Л. Пятакова, на заседании правительства был избран председателем (с 19 января из-за кризиса правительства заместитель председателя), однако 24 января уступил пост присланному из Москвы Х. Г. Раковскому. 28 января назначен наркомом советской пропаганды УССР. 23 марта в Славянское состоялся І губернский съезд Советов новосозданной Донецкой губернии, где Артём был избран председателем губисполкома. Подготовил и провёл административную реорганизацию новой территориальной единицы, вместо уездов было создано 12 районов, но наступление армии генерала Деникина не дало возможности завершить реформу. Во время отступления Красной армии в августе в Сумах заболел тифом.
В 1919—1920 годах чрезвычайный уполномоченный ЦК РКП(б) и ВЦИК при правительстве БСР — Башкирском военно‑революционном комитете. С середины декабря 1919 года по июнь 1920 года одновременно был руководителем Центрального управления «Башкиропомощи». Участник Январского конфликта 1920 года в БСР, по мнению уполномоченного Т. И. Сидельникова, «Башкирию в начале года поставил на дыбы „ласковый телёнок“ т. Артём своей мелкотравчатой и плоскодонной политикой вместе с почти полной деловой невменяемостью». В феврале-марте 1920 года в качестве уполномоченного ВЧК по республике руководил подавлением восстания «Чёрный орёл». Противодействовал Башкирскому национальному движению, способствовал лишению Башкирской республики политических и экономических прав автономии.
В апреле 1920 года снова избран председателем Донецкого губисполкома, вёл работу по восстановлению угольных шахт бассейна. С марта 1919 по март 1920 — кандидат в члены ЦК РКП(б). На IX и Х съездах РКП(б) окончательно избирается членом ЦК. С ноября по декабрь 1920 года — ответственный секретарь Московского комитета РКП(б), затем председатель ЦК Всероссийского союза горнорабочих, член ВЦИК.

### Гибель
Погиб 24 июля 1921 года во время испытания аэровагона В. И. Абаковского, возвращаясь из Тулы в Москву.

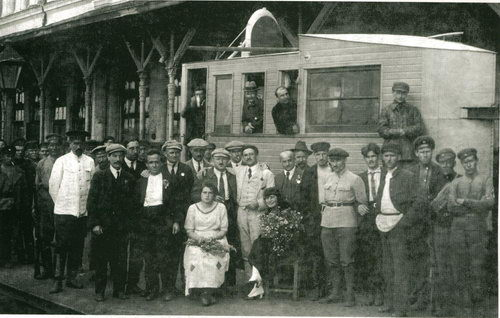
Последнее прижизненное фото Сергеева (предположительно стоит справа в светлой
гимнастёрке и кепке) перед испытанием аэровагона

По сообщению газеты «Правда»: «24 июля, в 6 час. 35 мин. вечера по Курской дороге на 104-й версте от неизвестной пока причине сошёл с рельс аэровагон, в котором находились делегаты Коминтерна и несколько пассажиров, выехавших из Москвы для ознакомления с фабриками и заводами Московского района. Из находившихся в вагоне 22 чел. убито 6: Отто Струнат (Германия), Гельбрих (Германия), Хсоолет (Англия), Константинов Ив. (Болгария), председатель Ц. К. союза горнорабочих т. Артём (Сергеев) и т. Абаковский. Тяжело ранены шесть человек, из которых наиболее серьёзно пострадал т. Фриман Поль (Австралия). Все они помещены в больницу. Остальные пассажиры отделались более или менее легко и находятся в настоящее время в „Люксе“. К выяснению причины катастрофы предпринимаются энергичные меры. Следствие ведут сотрудники НКПС и МЧК».
Похоронен на Красной площади в Москве в братской могиле погибших в катастрофе.
Сын Артём, родившийся 5 марта 1921 года и взятый после смерти отца на воспитание Сталиным, верил в то, что катастрофа была подстроена, и называл её организатором Л. Д. Троцкого. «Выяснено, что путь аэровагона был завален камнями. Кроме того, было две комиссии. Одну возглавлял Енукидзе, и она увидела причину катастрофы в недостатках конструкции вагона, но Дзержинский говорил моей матери, что с этим нужно разобраться: камни с неба не падают. Дело в том, что для противодействия влиянию Троцкого товарищ Артём по указанию Ленина создавал Международный союз горнорабочих — как наиболее передового отряда промышленного пролетариата. Оргкомитет этого союза был создан за несколько дней до катастрофы. Троцкий в то время представлял очень большую силу: на его стороне были и значительная часть армии, и мелкая буржуазия». В то же время в другом своём интервью он согласился с автором, что был факт подстроенной катастрофы, но неизвестно кем (в интервью он подтвердил катастрофу, но не назвал ничьей фамилии).

## Семья
Жена Елизавета Львовна Сергеева (в девичестве Репельская) (1896—1983). Окончила медицинский факультет Московского университета, была на партийной и военной работе. После смерти мужа работала главврачом созданного ею противотуберкулёзного санатория близ Нальчика, председателем облздрава Кабардино-Балкарской АССР, потом заместителем директора авиамоторного завода № 24, директором текстильной фабрики, начальником медицинского управления госпиталей ВЦСПС.
Сын Артём Сергеев (5 марта 1921 — 15 января 2008) — генерал-майор, приёмный сын Сталина, участник Великой Отечественной войны, был в плену, бежал, участвовал в партизанском движении отряда Флегонтова. После войны командовал 9-й дивизией ПВО. Написал книгу. Был женат на Амайе Руис-Ибаррури, дочери Долорес Ибаррури; в браке имел сыновей Фёдора, Рубена и дочь Долорес.

## Названы в его честь

### Города и посёлки
- 1921 — Бобровская угольная копь названа именем Артёма, впоследствии шахтный посёлок имени Артёма (с 1938 — город Артёмовский).
- 1921 — Екатерининский рудник переименован в Артёмовский рудник, впоследствии — город Артёмовск Перевальского района Луганской области. Одновременно с переименованием рудника шахта № 16 Екатериновского рудника переименована в шахту № 10 имени Артёма.
- 1924 — город Бахмут Донецкой области переименован в Артёмовск (с 2016 переименован обратно в Бахмут согласно закону о декоммунизации).
- 1924 — город Артём в Приморском крае назван в честь Артёма.
- 1929 — прииск Феодосиевский Бодайбинского района Иркутской области и посёлок Артёмовский в Приморском крае одновременно с присвоением статуса посёлка городского типа переименован в пгт Артёмовский.
- 1936 — остров Пираллахи в Каспийском море возле Баку и расположенный на нём посёлок городского типа Пираллахи переименованы в Артём-Остров (в 1990-м возвращено прежнее название).
- 1938 — посёлок имени Артёма и село Егоршино в Свердловской области образовали город Артёмовский, который с 1965 года является административным центром Артёмовского района Свердловской области.
- 1939 — город Ольховский Красноярского края переименован в Артёмовск.

### Военная техника
- Его имя носил получивший известность участием в обороне Харькова в Гражданской войне красноармейский броневик «Товарищ Артём».
- 1928 — эсминец Балтийского Флота «Зиновьев» (бывший «Азард») переименован в «Артём».

### Улицы и организации на Украине
Ещё не переименованные:
- Артём (холдинговая компания)

С 2015 года согласно закону о декоммунизации на Украине идёт переименование объектов, названных в честь Сергеева.
- Имя тов. Артёма носил Днепропетровский горный институт.
- В Харькове в 1930-е был открыт Парк культуры и отдыха имени Артёма (сегодня Парк Машиностроителей).
- В Кривом Роге имеются две шахты имени Артёма (Артём-1 и Артём-2). Ранее были также Парк культуры и отдыха имени Артёма, Дом культуры имени Артёма(сейчас ДК Мистецький)[31], площадь Артёма(сейчас площадь Владимира Великого[32]), станция метротрама «Площадь Артёма» (с 23 апреля 2016 года именуется «Вечерним бульваром» согласно закону о декоммунизации).
- Многие города Донецкой и Луганской области имеют улицы, районы и школы имени Артёма. Здесь решения украинских властей не действуют, ибо территории подконтрольны властям ЛНР и ДНР.
- Имя Артёма носил Донецкий областной украинский музыкально-драматический театр.
- Улица Артёма — центральная улица Донецка.
- Предприятие Артёмсоль в Соледаре

### Улицы и организации в других странах
- В мкр. Фирсановка в Химках имеется санаторий имени Артёма[33].
- В Курске, Алма-Ате, Перми, Минске, Гомеле, Гродно, Ессентуках, Стерлитамаке[34], Уфе, Прокопьевске[35] и других городах есть улицы Артёма, в Батайске — ул. Артёмовская.
- В Пласте Челябинской области с 1912 года работает ФЗЦО им. Артёма (ранее — Антоновский завод, переименован в 1924 году)[36].
- Его именем назван микрорайон в Шахтах Ростовской области и спорткомплекс «Артёмовец». Также в городе была названа ТЭЦ им. Артёма.
- Его имя носил бывший Парамоновский рудник, а в советское время — угольная шахта им. Артёма-1 и Артём-2 Глубокая в Шахтах Ростовской области.

## В искусстве и филателии

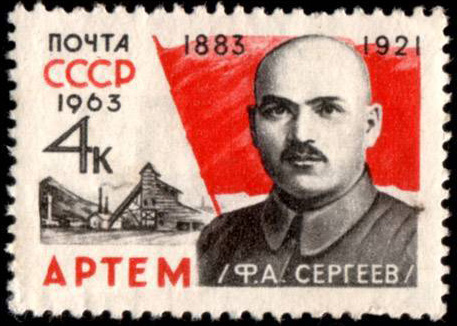
Почтовая марка СССР, 1963 год

- 1963 — выпущена почтовая марка СССР, посвящённая Артёму.
- 1967—1970 — творческим объединением экран снят четырёхсерийный фильм «Штрихи к портрету В. И. Ленина» (в эпизодической роли Артёма сыграл Пётр Иванович Щербаков).
- 1970 — вышла пьеса А. А. Хазина «Артём». В том же году она поставлена на сцене Ленинградского Государственного Академического Театра Драмы им. А. С. Пушкина. Музыку написал Кара Караев.
- 1978 — на Одесской киностудии выходит телевизионный художественный фильм «Артём» (в главной роли Иван Мацкевич), фильм «Мятежная баррикада» (в гл. роли Николай Ерёменко (младший)).
- 1981 — опубликована повесть Радия Полонского «Только бы хватило жизни… Повесть об Артёме».
- 2009 — вышел роман австралийского писателя Томаса Кенилли «Народный поезд» (The People’s Train), основанный на фактах из жизни Артёма[37].
- 2014 — во время работы над проектом денежной единицы Новороссии предполагался выпуск серии банкнот с портретами выдающихся деятелей и уроженцев Донбасса. На самой крупной из купюр номиналом в 5000 рублей предполагалось разместить портрет Ф. А. Сергеева (на обороте — Свято-Успенская Святогорская Лавра и памятник Артёму в Донецке)[38].
- 2016 — выпущены отдельная почтовая марка и сцепка с маркой с портретом К. Е. Ворошилова ЛНР «100 лет Донецко-Криворожской Республики»[39].
- 2017 — выпущен почтовый блок ДНР «100 лет со дня провозглашения Донецко-Криворожской Республики», включавший и марку с портретом Артёма.

## Памятники
В нескольких городах были установлены памятники Ф. А. Сергееву:
- 1924 — в Артёмовске (Бахмуте) Донецкой области было установлено 3 памятника. В 2015 году в рамках декоммунизации памятники были демонтированы.
- 1927 — первый памятник установлен в Банном (с 2003 года Святогорск), работы И. П. Кавалеридзе; не сохранился: уничтожен нацистами во время оккупации[40]. Новый памятник был установлен на том же месте в 1959 году.
- 1948 — установлен памятник Артёму в Артёмовске Луганской области, автор — неизвестен.
- 1958 — установлен памятник в Кривом Роге Днепропетровской области, снесён 7 февраля 2015 года.
- 1965 — установлен памятник-бюст в Фатеже Курской области, скульптор М. Н. Кузовлев, архитектор Н. Н. Гулин[41].
- 1966 — установлен памятник в Артёмовском Свердловской области[42].
- 1968 — установлен в посёлке имени Артёма в Ростовской области памятник Артёму . Авторы — Б. У. Акользин, Л. И. Ганьшин, Н. А. Карагодин, А. М. Демидович.
- 1967 — установлен памятник в Донецке.
- 1983 — установлен памятник в г. Артёме Приморского края.
- 1987 — в Харькове на средства предприятий[источник не указан 1013 дней] Киевского района установлен памятник перед ректорским корпусом ХИМЭСХа (ныне Харьковский национальный аграрный университет имени В. В. Докучаева). Для установки памятника был снесён бюст В. В. Докучаева, чьё имя в то время носил институт. 24 сентября 2014 года был повален вандалами и повреждён.

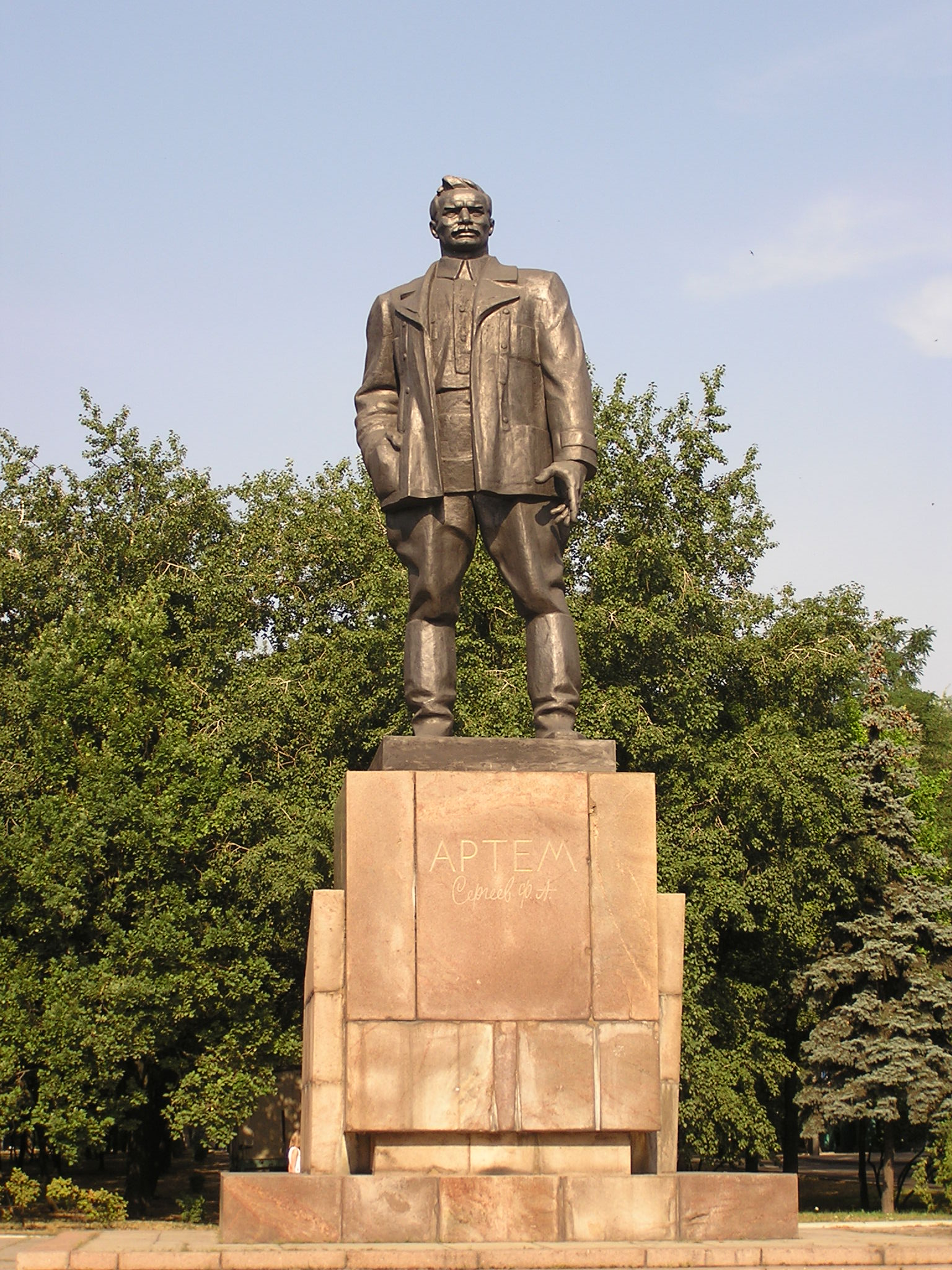
Памятник Артёму в Донецке
Бюст в Сквере Славы героев гражданской войны в Луганске
Памятник Артёму в санатории его имени
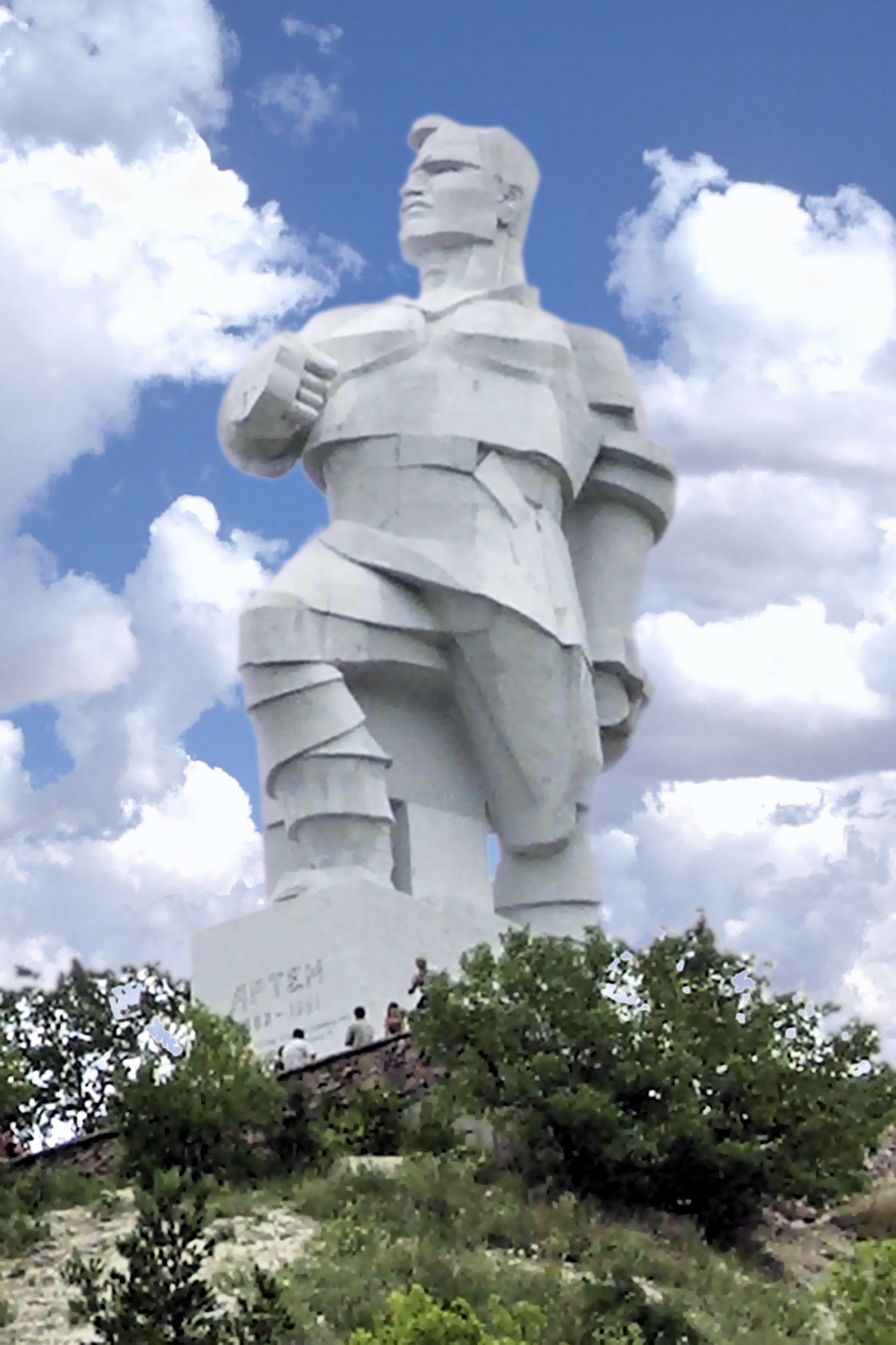
Памятник в Святогорске
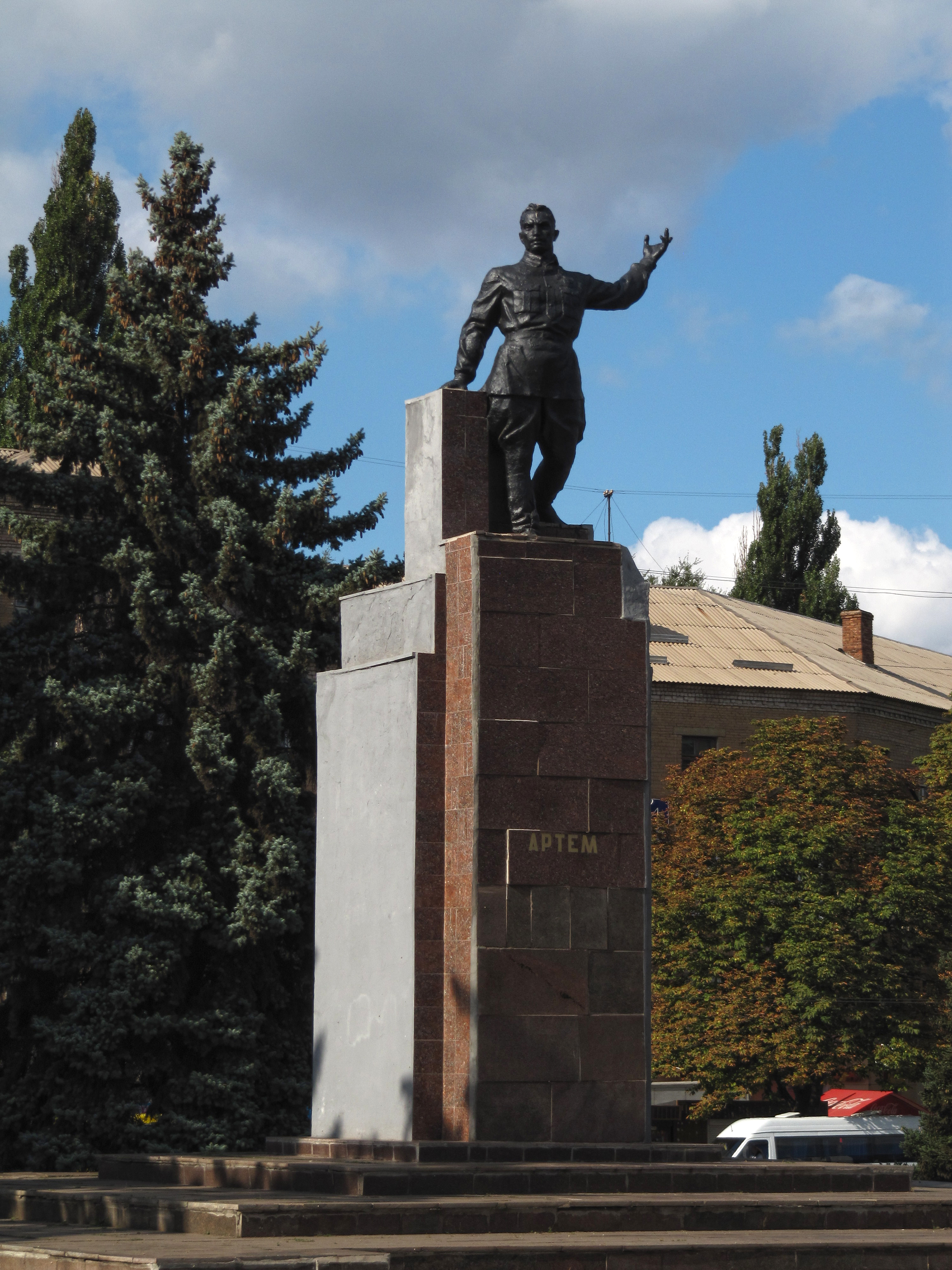
Памятник Артёму на площади Артёма в Кривом Роге (снесён в 2015)

### Комментарии
1. ↑  Одновременно занимал должности наркома народного хозяйства и иностранных дел. Де-факто Сергеев сложил свои полномочия председателя 19 марта 1918 года из-за оккупации Центральными державами территории ДКСР, и вхождение её в состав Советской Украины, но де-юре он продолжал быть председателем, т. к. официально никто из членов правительства СНК не распускал, и юридически республика с правительством (и, следовательно, занимаемая должность) просуществовали вплоть до окончательной ликвидации 17 февраля 1919 года.
2. ↑  C 19 по 24 января — Заместитель председателя Рабоче-крестьянского правительства. 24 числа председателем был назначен Христиан Раковский[1].
3. ↑  В 1920 году наркомат переведён в распоряжение наркомата просвещения УССР в виде Главного политико-просветительского комитета, возглавляемое наркомом В. П. Затонским[2].

### Сноски
1. 1 2 3  Солдатенко В. Ф. Нарком Микола Скрипник // Український історичний журнал. — 2002. — № 1. — С. 86. Архивировано 2 апреля 2015 года.
2. 1 2  Г.В. Папакин. Украинский наркомсовпроп. Библиотека Украины (7 июля 2018).
3. ↑  «Артём ха́рьковский» (см. «Переписку Секретариата ЦК РСДРП(б) с местными партийными организациями» (т. 1, с. 146) и «Большевистские организации Украины в период подготовки и проведения Великой Октябрьской социалистической революции» (с. 399), «Большевистские организации Украины» (с. 225)); «Том Сергеев» (Tom Sergeyev, Tom Sergeieff, Artymon) — произношение имени «Артём» на иностранный манер, закрепилось за ним в Австралии (Приваленко М. «Большевик Артем», Курское книжное изд-во, 1964 — С.142 — 224 с.); «Большой Том» — характеризовала его массивное телосложение; «Федя Громогласный» — получил в тюрьме, за тембр голоса и громкий заразительный смех (Захаров Б. «Федя Громогласный: (О Ф. А. Сергееве, в честь которого назван г. Артёмовск)» / Б. Захаров // Выбор (Артем). — 2001. — 19 окт. — С. 2.); «товарищ Артём» — последнее стало употребляться в литературе после его смерти; сам он обычно подписывался как «Артём (Сергеев)».
4. ↑  Деятели революционного движения в России : от предшественников декабристов до падения царизма : биобиблиографический словарь / Всесоюзное о-во политических каторжан и ссыльно-поселенцев; под ред. Феликса Кона [и др.]. — Москва : Изд-во Всесоюзного о-ва политических каторжан и ссыльно-поселенцев, 1927—1933. — Т. 5, вып. 1: Социал-демократы 1880—1904. вып. 1. А—Б / сост. Э. А. Корольчук и Ш. М. Левиным. — 1931. — С. 131.
5. ↑  Ныне — Глебовщина в Фатежском районе Курской области.
6. 1 2  Артём на Украине, 1961, с. 273.
7. ↑  Статьи, речи, письма, 1983, с. 19.
8. 1 2  Кузьмин Н. П. Рассвет: повесть о Фёдоре Сергееве.. — М.: Издательство политической литературы, 1983. — С. 86. — 454 с.
9. ↑  Олейник Е. Ф. Товарищ Артём. — М.: Малыш, 1988. — С. 4. — 40 с.
10. ↑  Кузьмин Н. П. Рассвет: Повесть о Фёдоре Сергееве (Артёме). — М.: Издательство политической литературы, 1983. — С. 87—89.
11. 1 2  Вавилов С.И. Большая советская энциклопедия — Том 03, Второе издание. — Москва: Советская энциклопедия. — Т. 03. — (2). Архивировано 11 июля 2015 года.
12. ↑  Кузьмин Н. П. Рассвет: Повесть о Фёдоре Сергееве (Артёме). — М.: Издательство политической литературы, 1983. — С. 85—86. — 454 с.
13. ↑  Олейник Е. Ф. Товарищ Артём. — М.: Малыш, 1988. — С. 9—12. — 40 с.
14. ↑  Верные сыны рабочего класса. Архивировано 30 ноября 2012 года.
15. ↑  Артём на Украине. Документы и материалы.. — Харьков: Харьковское книжное издательство, 1961. — С. 277. — 327 с.
16. ↑  Статьи, речи, письма. С. 82, 84.
17. ↑  Louise Curtis: Red Criminals (Censorship, Surveillance and Suppression of the radical Russian community in Brisbane during Worl War I), PhD Thesis, Griffith University, Brisbane, Australia, 2010. Дата обращения: 10 апреля 2014. Архивировано 13 апреля 2014 года.
18. ↑  RGASPI 495-94-2. 30 April 1920, A.M. Zuzenko: To the Third Communist International, Report on the work of the Union of Russian Workers in Australia. Архивная копия от 13 апреля 2014 на Wayback Machine In Russian, manuscript and typescript copies; overwritten by hand: ‘to Com. Radek’, A version of this document was published in Kommunisticheskii international, No. 11, 14 June 1920. Архивированная копия. Дата обращения: 31 мая 2019. Архивировано 18 апреля 2019 года.
19. ↑  Tom Poole and Eric Fried «Artem: A Bolshevik in Brisbane» Australian Journal of Politics & History, Vol. 31, Issue 2, pages 243—254, August 1985
20. ↑  Bertha Walker: Solidarity Forever!, 1972
21. 1 2 3 4 5  Справочник по истории КПСС. Артём (Сергеев Фёдор Андреевич). Архивировано 26 мая 2008 года.
22. 1 2  Сергеев Фёдор Андреевич, // Башкирская энциклопедия / гл. ред. М. А. Ильгамов. — Уфа : ГАУН РБ «Башкирская энциклопедия», 2015—2024. — ISBN 978-5-88185-306-8.
23. ↑  Касимов С. Ф. Башкирский военно-революционный комитет // Башкирская энциклопедия / гл. ред. М. А. Ильгамов. — Уфа : ГАУН РБ «Башкирская энциклопедия», 2015—2024. — ISBN 978-5-88185-306-8.
24. ↑  Катастрофа на Курской дороге // Правда : газета. — 1921. — 26 июль.
25. ↑  Александр Дмитриевский. Для меня большая честь – быть сыном председателя Донецко-Криворожской Республики. Донецкий коммуникационный ресурс. Архивировано из оригинала 9 декабря 2013 года.
26. ↑  Александр Дмитриевский. Они прославили Донбасс: Артем Сергеев. Всё о ДНР, газета "Донецкое время" (20 августа 2019). Дата обращения: 17 октября 2022. Архивировано 17 октября 2022 года.
27. ↑  д/ф Момент истины. Приемный сын Сталина. (Интервью о смерти родного отца на 2:55). Пятый канал. Дата обращения: 8 мая 2021. Архивировано 10 мая 2021 года.
28. ↑  Артём Сергеев, Екатерина Глушик. Беседы о Сталине. — М.: Крымский мост-9Д, 2006. Дата обращения: 18 декабря 2007. Архивировано 6 октября 2012 года.
29. ↑  Bonet, Pilar (4 декабря 2018). Muere Amaya Ruiz Ibárruri, hija de Pasionaria. El País (исп.). Madrid. Архивировано 17 декабря 2020. Дата обращения: 23 февраля 2021.
30. ↑  Долорес Сергеева // Факультет журналистики МГУ. Выпуск-82. 25 лет спустя / Попова, Маргарита Владимировна. — Москва: Икар, 2007. — С. 64, 113-121. — 127 с. — ISBN 978-5-7974-0144-7.
31. ↑  Дворец культуры Мистецький | Дети в городе Кривой Рог. Дворец культуры Мистецький | Дети в городе Кривой Рог. Дата обращения: 7 октября 2022. Архивировано 7 октября 2022 года.
32. ↑  krnews.ua. Переименовали: в Кривом Роге площадь Александра Поля теперь называется... krnews.ua. Дата обращения: 7 октября 2022. Архивировано 7 октября 2022 года.
33. ↑  Санаторий им. Артёма. Архивировано 19 июня 2008 года.
34. ↑  Улица Артёма
35. ↑  Улицы города Прокопьевска: справочник / сост. В. М. Шабалин. — Прокопьевск: МБУК «Централизованная библиотечная система», 2004. — С. 4. — 74 с.
36. ↑  Н.А. Денисова, Р.К. Хайрятдинов. История Кочкарского месторождения золота (страница 219). КиберЛенинка (2020). Дата обращения: 8 мая 2021. Архивировано 8 мая 2021 года.
37. ↑  Наталья Голицына. «Народный поезд» — роман о русских революционерах в Австралии. Радио Свобода (4 февраля 2010). Архивировано 23 апреля 2017 года.
38. ↑  В группе Донецкой Республики "Вконтакте" представили проект рубля Новороссии. Клуб нумизмат (5 октября 2014). Дата обращения: 29 сентября 2022. Архивировано 29 сентября 2022 года.
39. ↑  100 years of the Donetsk-Krivoy Roh Republic. colnect.com.
40. ↑  Шукач | Памятник Ф.А. Сергееву (Артему) (демонтирован). г.Артемовск. www.shukach.com. Дата обращения: 7 октября 2022. Архивировано 7 октября 2022 года.
41. ↑  Источник. Дата обращения: 8 июня 2023. Архивировано 30 июня 2023 года.
42. ↑  Воробьева Наталья Юрьевна. 55-лет открытия памятника Артему (Ф. А. Сергееву). Артёмовский городской исторический музей (18 ноября 2021). Дата обращения: 25 апреля 2025.
43. ↑  В Кривом Роге снесли памятники Артему, Дзержинскому и Либкнехту (фото). Архивировано 30 июня 2015 года.